# Keith Horne
Keith Douglas Horn (* 11. Juli 1955) ist ein US-amerikanisch-britischer Physiker, Astronom und Hochschullehrer.

## Leben
Horne studierte Mathematik und Physik. 1977 machte er seinen Bachelor am Pomona College in Claremont (Kalifornien). 1983 promovierte er am California Institute of Technology (Caltech) bei John Beverley Oke mit einer Arbeit zum Thema Eclipse Mapping of Accretion Disks in Cataclysmic Binaries. Nach seiner Promotion wechselte er als Postdoc an das Institut für Astronomie der University of Cambridge in Cambridge, England. 1985 ging er zurück in die USA und arbeitete als Astronom am Space Telescope Science Institute der Johns Hopkins University in Baltimore. 1993 kehrte er nach Europa zurück. Er war zunächst Associate Professor am Institut für Astronomie der Universität Utrecht in den Niederlanden. 1994 folgte er einem Ruf als Professor der Astronomie an die University of St Andrews in Schottland. Diesen Lehrstuhl hatte er bis zu seiner Emeritierung 2023 inne.

## Forschungsinteressen
Horne forscht auf den Gebieten der Kosmologie, der Astronomie und der virtuellen Realität. Er untersucht aktive Galaxienkerne, konformale Gravitation, Dirac Solitonen, Exoplaneten, Gravitationslinseneffekte, Akkretionsscheiben, schwarze Löcher, kataklysmisch veränderliche Sterne, Röntgen-Doppelsterne und die magnetische Akkretion. Als Hilfsmittel für seine Forschungsarbeit benutzt und entwickelt Horne das Reverberation Mapping, robotische Teleskope, Methoden der optimalen Datenanalyse, die Doppler-Tomographie von Sternoberflächenstrukturen und das Eclipse-Mapping.
Horne ist Mitglied der Royal Society of Edinburgh, der Royal Astronomical Society (RAS), der American Astronomical Society, der European Astronomical Society und der Internationale Astronomische Union. Er hat mehr als 400 Publikationen verfasst. Sein h-Index liegt bei 80.

## Preise und Anerkennung
Horne erhielt für seine Forschungstätigkeit zahlreiche Förderungen, Anerkennungen und Preise, darunter
- 2017: den NASA Group Achievement Award
- 2013: die Royal Society Leverhulme Trust Senior Research Fellowship
- 2010: den RAS Group Achievement Award for Astronomy
- 2007: die Erskine Visiting Professorship der University of Canterbury
- 2006: die Gauß-Professur der Niedersächsischen Akademie der Wissenschaften zu Göttingen
- 2005: die Emilios Harlaftis Lecture der Hellenic Astronomical Society
- 2004: die Herschel-Medaille
- Von 2000 bis 2001 war er Beatrice Tinsley Gastprofessor der Universität von Texas.
- Von 1999 bis 2003 hatte er eine Senior Research Fellowship des Particle Physics and Astronomy Research Council
- Seit 1998 ist er Fellow der Royal Society of Edinburgh
- 1990 erhielt er den Wissenschaftspreis für Autoradiographie des Space Telescope Science Institutes[1]

## Veröffentlichungen (Auswahl)
- Mit DA Starkey, Jiamu Huang, Douglas NC Lin: Rimmed and rippled accretion disc models to explain AGN continuum lags, 2023, Monthly Notices of the Royal Astronomical Society, Band 519, Ausgabe 2 online
- Mit John R. Weaver: Dust and the intrinsic spectral index of quasar variations: hints of finite stress at the innermost stable circular orbit, 2022, Monthly Notices of the Royal Astronomical Society, Band 512, Ausgabe 1 online
- Mit Jonathan R Trump, Neil Brandt, Yasaman Homayouni, Catherine Grier, Yue Shen: Mapping Supermassive Black Hole Growth with SDSS-RM, 2019, American Astronomical Society Meeting Abstracts# 233
- Mit SI Ipatov: Kepler-like multi-plexing for mass production of microlens parallaxes, 2014, 45th Annual Lunar and Planetary Science Conference
- Mit Andrew Gould: Kepler-like multi-plexing for mass production of microlens parallaxes, 2013, The Astrophysical Journal Letters, Band 779, Ausgabe 2 online
- Mit Raymundo Baptista, Misty C Bentz, Danny Steeghs: Astrotomography, 2011, Proceedings of the International Astronomical Union, Band 7, Ausgabe S285 online
- Mit Axel D. Schwope, D Steeghs, Martin Still: Dissecting the donor star in the eclipsing polar HU Aquarii, 2011, Astronomy & Astrophysics, Band 531 online
- Mit Colin Snodgrass, Yianni Tsapras: A metric and optimization scheme for microlens planet searches, 2009, Monthly Notices of the Royal Astronomical Society, Band 396, Ausgabe 4 online
- The Quest for Extra-Solar Planets, 2006, AIP Conference Proceedings, Band 848, Ausgabe 1
- Gravitational lensing brings extrasolar planets into focus, 2004, Physics world, Band 17, Ausgabe 6
- Five-Dimensional Echo-Mapping of AGN Broad-Line Regions, 2001, Probing the Physics of Active Galactic Nuclei, Band 224 online
- Mit Axel D. Schwope, Robert Schwarz, Andreas Staude, Claus Heerlein, Danny Steeghs: Tomography of Polars, 1999, Annapolis Workshop on Magnetic Cataclysmic Variables, ASP Conference Series, Volume 157, edited by Coel Hellier and Koji Mukai, 1999 online
- Mit Axel D Schwope, Karl-Heinz Mantel: Phase-resolved high-resolution spectrophotometry of the eclipsing polar HU Aquarii, 1997 online
- An optimal extraction algorithm for CCD spectroscopy, 1986, Publications of the Astronomical Society of the Pacific, Band 98, Ausgabe 604 online
- Images of accretion discs–I. The eclipse mapping method, 1985, Monthly Notices of the Royal Astronomical Society, Band 213, Ausgabe 2